# Подвійна науково-дослідницька програма бухгалтерського обліку
Подвійна науково-дослідницька програма бухгалтерського обліку — метатеоретична конструкція, що складається з жорсткого ядра (рахунки, подвійний запис, баланс, інвентаризація. документування) з негативною евристикою (періодичність, відокремленість підприємства, універсальний (грошовий) вимірник) та захисного поясу (звітність, оцінка) з позитивною евристикою (фундаментальні положення складання фінансової звітності (принцип нарахування та відповідності доходів і витрат, принцип повного висвітлення), основоположні принципи оцінки об'єктів (консерватизму (обачності), безперервності діяльності, історичної (фактичної) собівартості), принципи організації застосування елементів захисного поясу (принцип послідовності, принцип превалювання сутності над формою)).
Подвійна науково-дослідницька програма (ПНДП) бухгалтерського обліку, виходячи із концепції науково-дослідницьких програм Імре Лакатоша, складається з ядра, негативної евристики, захисного поясу і позитивної евристики.
Жорстке ядро програми складається з елементів (рахунки, подвійний запис, баланс, інвентаризація, документування), які зберігаються без змін у всіх теоріях НДП. Вони є фундаментальними припущеннями і приймаються за умовно неспростовні, а існування ПНДП бухгалтерського обліку без них є неможливим. Внаслідок цього НДП притаманний певний догматизм або конвенціоналізм, який забезпечує повніше розуміння сили та переваг конкретної теорії.
Онтологічними елементами жорсткого ядра ПНДП, тобто її фундаментальними складовими, без яких ведення бухгалтерського обліку в умовах програми неможливе, є рахунки, подвійний запис та баланс.
Процедурними елементами жорсткого ядра подвійної НДП бухгалтерського обліку, тобто її складовими, що забезпечують ідентифікацію і фіксацію фактів господарського життя є інвентаризація та документування.
Негативна евристика є сукупністю правил, які забороняють перебудовувати жорстке ядро навіть при появі контрприкладів чи аномалій, вони говорять про заборони і про шляхи, яких потрібно уникати. Негативна евристика складається з правил метрифікації предмету НДП бухгалтерського обліку в трьох вимірах: рух, час і простір.
Для ідентифікації предмету НДП бухгалтерського обліку у просторі використовується принцип відокремленості підприємства, який визначає межі співіснування з іншими об'єктами, місце предмету обліку серед інших об'єктів.
Для ідентифікації предмету НДП бухгалтерського обліку в часі використовується принцип періодичності, який визначає проміжок часу між початком і кінцем процесу, що є його стандартною одиницею.
Негативна евристика застерігає вчених-бухгалтерів від тих шляхів, яких слід уникати: бухгалтерський облік не повинен вестись тотально (як це передбачаллось за концепцією «тотального обліку» Е. Шмаленбаха); в бухгалтерському обліку не повинно відображатись майно власників підприємства; в бухгалтерському обліку не повинні використовуватись різноманітні основні вимірники.
Захисний пояс утворюють допоміжні гіпотези, які слід переробити чи повністю замінити, якщо це потрібно для забезпечення прогресивності існуючої програми бухгалтерського обліку. Такими гіпотезами є звітність та оцінка, які захищають жорстке ядро від фактів-аномалій та контрприкладів.
Застосування концепції науково-дослідницьких програм дозволяє встановити, що у випадку появи аномалій і контрприкладів слід змінювати захисний пояс (форми звітності і методи оцінки та системи калькулювання), а не жорстке ядро (рахунки, подвійний запис, баланс, документування, інвентаризація) подвійної науково-дослідницької програми. Вищенаведене дозволяє констатувати, що існуючі критичні заяви відносно необхідності заміни подвійного бухгалтерського обліку є недоречними, доки удосконалення елементів захисного поясу подвійної програми задовольняє інтереси користувачів бухгалтерської інформації.